# Tatamidori Kasajirou
Tatamidori Kasajirou (畳捕り傘次郎?) è un manga scritto da Kazuo Koike e illustrato da Gōseki Kojima. La serializzazione dell'opera è iniziata nel 1976 sulla rivista giapponese Shūkan Gendai e si è conclusa nel 1977, per poi essere raccolta in 4 volumi tankōbon.
La serie, ambientata nel Giappone del periodo Edo, ha per protagonisti due personaggi apparsi nella precedente opera del duo Koike/Kojima, Samurai Executioner: Kasajiro Sakane e Shinko Sakane. Inoltre, nelle pagine di Tatamidori Kasajirou compare anche il personaggio principale di Samurai Executioner: Yamada Asaemon.

## Trama
Kasajiro Sakane, uno tra i più abili poliziotti di Edo e allievo di Yamada Asaemon, insieme alla moglie Shinko Sakane, soprannominata Shinko la Kappa, si trovano coinvolti in una serie di pericolose indagini nei bassifondi della capitale. 